# Estadio Náutico Rainiero III
El Estadio Náutico Rainiero III (en francés: Stade nautique Rainier III) es un complejo deportivo municipal en la llamada Route de la Piscine o "Ruta de la Piscina" en el distrito de La Condamine de Mónaco, específicamente en el Puerto Hércules. 
Construido en 1972, el estadio consiste en una piscina olímpica climatizada de agua salada, con 1 , 3, 5 plataformas, y que permite el buceo a 10 metros, y posee un tobogán de 45 metros. La piscina se convierte en una pista de hielo 1.000 metros cuadrados de diciembre a marzo.
La piscina le da su nombre a la " piscina chicane " (o " Piscene " ) en el Gran Premio de Mónaco. La construcción del Estadio Náutico hizo necesario el cambio más grande que el Circuito de Mónaco ha sufrido desde su creación en la década de 1920.